# Data Over Cable Service Interface Specification

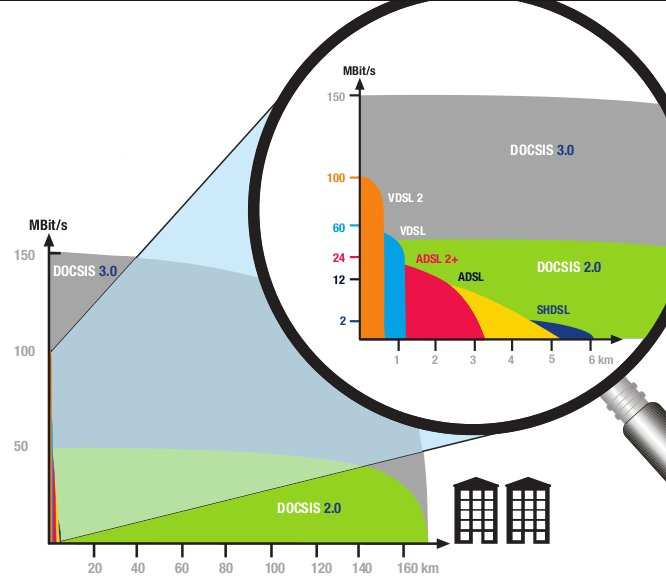
DOCSIS-Reichweite im Vergleich zu DSL-Varianten (nach Unitymedia)

Data Over Cable Service Interface Specification (DOCSIS) ist eine von Cable Labs um 1997 entwickelte Spezifikation für Schnittstellen von Kabelmodems und dazugehörigen Peripheriegeräten, die von der ITU im März 1998 ratifiziert wurde (ITU-T Recommendation J.112). DOCSIS ist dabei ein Standard, der die Anforderungen für Datenübertragung in einem Breitbandkabelnetz festlegt.
Die wichtigste Anwendung von DOCSIS ist die schnelle Übertragung von Daten über bestehende Kabelfernsehnetze. Es ermöglicht durch die Verwendung von Koaxialkabeln erheblich höhere Reichweiten als DSL (das auf Telefonanschlüssen mit ungeschirmten Kupfer-Doppeladern aufbaut) und durch die konzeptionelle Auslegung auf Frequenzmultiplexübertragungen erheblich höhere Datenübertragungsraten von bis zu 10 Gbit/s im Download.

## Entwicklung
In der Frühzeit des Internets war es für Internetdienstanbieter noch nicht möglich bzw. wirtschaftlich, eine eigene Infrastruktur für den Internetzugang aufzubauen, wie etwa Glasfaser bis zum Endkunden. Stattdessen wurde bestehende Infrastruktur (zunächst Telefonleitungen, später auch Rundfunkkabelanschlüsse, Mobilfunknetze u. a.) für diesen Zweck auf- und umgerüstet. DOCSIS wurde damit als konkurrierende technische Plattform eingeführt und erweitert den Rundfunkkabelanschluss um Datendienste wie das dominierende Internet, das seit DOCSIS 2.0 auch für Echtzeitkommunikation wie Voice over Cable genutzt werden kann. Damit werden zusätzlicher Mehrwert auf Kundenseite und neue Geschäftsmodelle auf Anbieterseite geschaffen, die Triple-Play-Angebote (Rundfunk, Internet, IP-Telefonie).

### DOCSIS 1.0
DOCSIS erzielt einen Datendurchsatz
- in Empfangsrichtung (englisch „downstream“) von etwa 38 Mbit/s (EuroDOCSIS: 50 Mbit/s) pro Fernsehkanal im Frequenzbereich von 50 MHz bis etwa 862 MHz
- in Senderichtung (engl. „upstream“) von etwa 27 Mbit/s pro Kanal im Frequenzbereich von 5 MHz bis 65 MHz.

### DOCSIS 2.0
Die Nachfolgespezifikation DOCSIS 2.0 wurde 2002 vorgestellt, vor dem Hintergrund der stärkeren Nachfrage von symmetrischen, Echtzeit erfordernden Datendiensten wie IP-Telefonie. DOCSIS 2.0 unterstützt ein Frequenzspektrum von 88 MHz bis 860 MHz im Downstream und (5 MHz) 30 MHz bis 42 MHz im Upstream.

### DOCSIS 3.0
Die DOCSIS-3.0-Spezifikation wurde im August 2006 veröffentlicht. Durch Bündelung von bis zu 32 Kanälen können bei eingesetzter 256-QAM (je Kanal 38 bzw. 50 Mbit/s) Geschwindigkeiten von 1216 bzw. 1600 Mbit/s über EuroDOCSIS in Empfangsrichtung (Downstream) erreicht werden.
In Senderichtung (Upstream) können durch Bündelung von bis zu 8 Kanälen mit 256-QAM (je Kanal 27 bzw. 30 Mbit/s) 216 bzw. 240 Mbit/s über EuroDOCSIS erzielt werden.
DOCSIS 3.0 unterstützt ein Frequenzspektrum von 108 MHz bis 1002 MHz im Downstream und (5 MHz) 30 MHz bis 65 MHz im Upstream sowie IPv6.

### DOCSIS 3.1
Die DOCSIS-3.1-Spezifikation wurde im Oktober 2013 veröffentlicht und unterstützt Datenraten von bis zu 10 GBit/s im Downstream und 1 Gbit/s im Upstream. Das wird durch 4096-QAM sowie 20 kHz bis 50 kHz breiten Trägern mit Orthogonaler Frequenz Divisions Multiplex Kodierung (OFDM) erreicht. Diese Träger können innerhalb eines Frequenzspektrums zusammengefasst werden, welches im Downstream mindestens 24 MHz und max. 192 MHz breit sein kann. DOCSIS 3.1 unterstützt ein Frequenzspektrum von bis zu 1,8 GHz im Downstream und im Upstream 30 MHz bis 204 MHz (weitere zulässige Upstream Splitfrequenzen: 65/85/117 MHz) sowie IPv6.

### DOCSIS 4.0
Die DOCSIS-4.0-Spezifikation wurde im März 2020 veröffentlicht und unterstützt Datenraten von
- bis zu 10 Gbit/s im Downstream
- bis zu 6 Gbit/s im Upstream.

Des Weiteren umfasst DOCSIS 4.0 die neuen Vollduplex- und Erweiterungsspektrumfunktionen.

## DOCSIS vs. EuroDOCSIS
Durch die unterschiedlichen Fernsehsysteme sind die Frequenzen in den US-amerikanischen und europäischen Kabelnetzen unterschiedlich aufgeteilt. Aufgrund des in Europa genutzten PAL-Fernsehsystems wurden die Bandbreiten auf 8 MHz festgelegt; aus der US-amerikanischen NTSC-Tradition betrugen sie ursprünglich jedoch 6 MHz. Aus diesem Grunde wurden die DOCSIS-Spezifikationen für den europäischen Markt angepasst und mit EuroDOCSIS bezeichnet.
Bedingt durch die größeren Kanal-Bandbreiten ermöglicht EuroDOCSIS pro Einzelkanal zwar eine größere Datenrate im Downstream als das amerikanische DOCSIS, aber insgesamt können, da ohnehin jeweils mehrere Kanäle zusammengeschaltet werden, über dieselben Gesamtbandbreiten auch dieselben Datenraten erreicht werden. Werden z. B. drei EuroDOCSIS-Kanäle zu je 8 MHz zusammengeschaltet, so resultiert eine Gesamtbandbreite von 24 MHz; genausoviel, wie wenn mit DOCSIS 4 Kanäle zu je 6 MHz zusammengeschaltet werden.
Wenn nun von Kabelnetzanbietern in Europa ausnahmsweise DOCSIS (und nicht EuroDOCSIS) eingesetzt wird, so wird der Umstand ausgenutzt, dass beim amerikanischen DOCSIS aus der schmaleren Kanalbandbreiten eine leicht flexiblere Frequenzbandbelegung resultiert.

## Verbreitung
DSL ist der ältere und bekanntere Internetzugang. DOCSIS wird aufgrund seiner Datenraten, die deutlich höher sind als bei Wählverbindungen (vgl. Schmalbandkommunikation), oft mit DSL gleichgesetzt oder verglichen („DSL-Geschwindigkeit“). Beide Begriffe definieren jedoch unterschiedliche Zugangstechnologien unter dem Oberbegriff Breitband-Internetzugang.
Besonders in Frankreich, Österreich, der Schweiz und in den USA sowie in Ballungsräumen anderer Industrieländer sind mit dem DOCSIS-Standard arbeitende Kabelmodems weit verbreitet. In Deutschland ist die Anzahl von DOCSIS-Anbietern aufgrund der historisch bedingten komplizierten Aufteilung der Netzebenen der Kabelnetze begrenzt. Die möglichen Bandbreiten reizt Vodafone Deutschland im Rahmen der DOCSIS-Spezifikation aus. Die Verfügbarkeit und Akzeptanz der DOCSIS-Angebote wächst in Deutschland seit 2009 rapide.
Noch 2017 war es allerdings für die Kabelnetzbetreiber problematisch, Modems für den neueren DOCSIS-Standard 3.1 zu erhalten.

## Implementierung

### DOCSIS im OSI-Schichtenmodell

OSI-Schichtenmodell

DOCSIS ist angesiedelt in den beiden untersten OSI-Schichten:
- auf Schicht 1 (Datenübertragung) sind folgende Übertragungsbandbreiten vorgesehen:
  - DOCSIS 1.0: 0,2 MHz bis 3,2 MHz
  - DOCSIS 2.0 (voll abwärtskompatibel zu DOCSIS 1.0): bis zu 6,4 MHz.

Die zu übertragenen Daten werden mit Quadraturamplitudenmodulation moduliert:
- Downstream: 64-QAM oder 256-QAM
- Upstream: 16-QAM bzw. QPSK; bei DOCSIS 2.0 außerdem 32-QAM, 64-QAM und 128-QAM.

- auf Schicht 2 (Datensicherung) verwendet DOCSIS eine Kombination von Zeitmultiplex- und Codemultiplexverfahren (Flexibles Zeitmultiplexverfahren, TDMA).

### Technik
Die DOCSIS-Architektur besteht im Wesentlichen aus zwei Komponenten:
- einem Kabelmodem auf der Kundenseite
- einem Cable Modem Termination System (CMTS) in der Kabelkopfstelle des Anbieters.

Das CMTS besteht aus mehreren Downstream- und Upstream-Modulatoren, die jeweils einen Port bilden und die Verbindung zum Kabelmodem herstellen, ähnlich einem DSLAM in einem DSL-Netzwerk. Da Up- und Downstream jeweils in unterschiedlichen Frequenzbereichen lokalisiert sind, sind für eine bestehende Duplexverbindung immer zwei physische Ports nötig. Eine WAN-Schnittstelle schafft die Verbindung zwischen dem CMTS und dem IP-Backbone.
Die Teilnehmer-Endgeräte (Customer Premises Equipment) wie Computer oder Telefone sind über Ethernet, USB oder ATA mit dem Kabelmodem verbunden und über das CMTS mit dem IP-Backbone.
Über das von DOCSIS implementierte Media Access Control (MAC) kann der Kabelnetzbetreiber das Kabelmodem konfigurieren, die Übertragungsbandbreiten regulieren und bestimmte Dienste aktivieren oder deaktivieren. Da in einem Breitbandkabelnetz gesendete Information potenziell an jede angeschlossene Einheit (und damit auch an andere Kabelmodems) übertragen wird, wird zudem durch MAC-Verschlüsselung die Privatsphäre der Kunden untereinander gewährleistet.